# 空中迷路
『空中迷路』（くうちゅうめいろ）は、marbleの2作目のシングルである。

## 収録曲
（全作詞：micco、編曲：菊池達也）
1. 空中迷路 [4:36]
作曲：菊池達也
  - テレビアニメ『かみちゃまかりん』新エンディング主題歌
2. rain drop [4:56]
作曲：菊池達也
3. 星空 [4:30]
作曲：micco
4. 空中迷路（instrumental）